# Dragiša Cvetković
Dragiša Cvetković (Niš, 15. siječnja 1893. – Pariz, 18. veljače 1969.), bio je jugoslavenski političar i predsjednik vlade Kraljevine Jugoslavije od 1939. do 1941.

## Životopis
Dragiša Cvetković rođen je u Nišu 1893. godine. Bio je predsjednik vlade Kraljevine Jugoslavije u razdoblju od 1939. do 1941. godine. Izvršio je federalizaciju Jugoslavije stvaranjem Banovine Hrvatske u dogovoru s hrvatskim političarom Vladkom Mačekom. Ovaj dogovor je nazvan Sporazum Cvetković-Maček i nastao je u jesen 1939. godine. U vanjskoj politici povezao se s fašističkim zemljama, 25. ožujka 1941. godine potpisao je pristupanje Jugoslavije Trojnom paktu.
Sud u Nišu rehabilitirao ga je 25. rujna 2009. godine od svih optužbi koje je protiv njega podnijela jugoslavenska vlada 1945. godine.